# 1388
Portal Geschichte | Portal Biografien | Aktuelle Ereignisse | Jahreskalender | Tagesartikel

◄ |
13. Jahrhundert |
14. Jahrhundert
| 15. Jahrhundert | ►

◄ |
1350er |
1360er |
1370er |
1380er
| 1390er | 1400er | 1410er | ►

◄◄ |
◄ |
1384 |
1385 |
1386 |
1387 |
1388
| 1389 | 1390 | 1391 | 1392 | ► | ►►
Staatsoberhäupter  · Nekrolog
| Januar | Januar | Januar | Januar | Januar | Januar | Januar | Januar |
| Kw     | Mo     | Di     | Mi     | Do     | Fr     | Sa     | So     |
| ------ | ------ | ------ | ------ | ------ | ------ | ------ | ------ |
| 1      |        |        | 1      | 2      | 3      | 4      | 5      |
| 2      | 6      | 7      | 8      | 9      | 10     | 11     | 12     |
| 3      | 13     | 14     | 15     | 16     | 17     | 18     | 19     |
| 4      | 20     | 21     | 22     | 23     | 24     | 25     | 26     |
| 5      | 27     | 28     | 29     | 30     | 31     |        |        |

| Februar | Februar | Februar | Februar | Februar | Februar | Februar | Februar |
| Kw      | Mo      | Di      | Mi      | Do      | Fr      | Sa      | So      |
| ------- | ------- | ------- | ------- | ------- | ------- | ------- | ------- |
| 5       |         |         |         |         |         | 1       | 2       |
| 6       | 3       | 4       | 5       | 6       | 7       | 8       | 9       |
| 7       | 10      | 11      | 12      | 13      | 14      | 15      | 16      |
| 8       | 17      | 18      | 19      | 20      | 21      | 22      | 23      |
| 9       | 24      | 25      | 26      | 27      | 28      | 29      |         |

| März | März | März | März | März | März | März | März |
| Kw   | Mo   | Di   | Mi   | Do   | Fr   | Sa   | So   |
| ---- | ---- | ---- | ---- | ---- | ---- | ---- | ---- |
| 9    |      |      |      |      |      |      | 1    |
| 10   | 2    | 3    | 4    | 5    | 6    | 7    | 8    |
| 11   | 9    | 10   | 11   | 12   | 13   | 14   | 15   |
| 12   | 16   | 17   | 18   | 19   | 20   | 21   | 22   |
| 13   | 23   | 24   | 25   | 26   | 27   | 28   | 29   |
| 14   | 30   | 31   |      |      |      |      |      |

| April | April | April | April | April | April | April | April |
| Kw    | Mo    | Di    | Mi    | Do    | Fr    | Sa    | So    |
| ----- | ----- | ----- | ----- | ----- | ----- | ----- | ----- |
| 14    |       |       | 1     | 2     | 3     | 4     | 5     |
| 15    | 6     | 7     | 8     | 9     | 10    | 11    | 12    |
| 16    | 13    | 14    | 15    | 16    | 17    | 18    | 19    |
| 17    | 20    | 21    | 22    | 23    | 24    | 25    | 26    |
| 18    | 27    | 28    | 29    | 30    |       |       |       |

| Mai | Mai | Mai | Mai | Mai | Mai | Mai | Mai |
| Kw  | Mo  | Di  | Mi  | Do  | Fr  | Sa  | So  |
| --- | --- | --- | --- | --- | --- | --- | --- |
| 18  |     |     |     |     | 1   | 2   | 3   |
| 19  | 4   | 5   | 6   | 7   | 8   | 9   | 10  |
| 20  | 11  | 12  | 13  | 14  | 15  | 16  | 17  |
| 21  | 18  | 19  | 20  | 21  | 22  | 23  | 24  |
| 22  | 25  | 26  | 27  | 28  | 29  | 30  | 31  |

| Juni | Juni | Juni | Juni | Juni | Juni | Juni | Juni |
| Kw   | Mo   | Di   | Mi   | Do   | Fr   | Sa   | So   |
| ---- | ---- | ---- | ---- | ---- | ---- | ---- | ---- |
| 23   | 1    | 2    | 3    | 4    | 5    | 6    | 7    |
| 24   | 8    | 9    | 10   | 11   | 12   | 13   | 14   |
| 25   | 15   | 16   | 17   | 18   | 19   | 20   | 21   |
| 26   | 22   | 23   | 24   | 25   | 26   | 27   | 28   |
| 27   | 29   | 30   |      |      |      |      |      |

| Juli | Juli | Juli | Juli | Juli | Juli | Juli | Juli |
| Kw   | Mo   | Di   | Mi   | Do   | Fr   | Sa   | So   |
| ---- | ---- | ---- | ---- | ---- | ---- | ---- | ---- |
| 27   |      |      | 1    | 2    | 3    | 4    | 5    |
| 28   | 6    | 7    | 8    | 9    | 10   | 11   | 12   |
| 29   | 13   | 14   | 15   | 16   | 17   | 18   | 19   |
| 30   | 20   | 21   | 22   | 23   | 24   | 25   | 26   |
| 31   | 27   | 28   | 29   | 30   | 31   |      |      |

| August | August | August | August | August | August | August | August |
| Kw     | Mo     | Di     | Mi     | Do     | Fr     | Sa     | So     |
| ------ | ------ | ------ | ------ | ------ | ------ | ------ | ------ |
| 31     |        |        |        |        |        | 1      | 2      |
| 32     | 3      | 4      | 5      | 6      | 7      | 8      | 9      |
| 33     | 10     | 11     | 12     | 13     | 14     | 15     | 16     |
| 34     | 17     | 18     | 19     | 20     | 21     | 22     | 23     |
| 35     | 24     | 25     | 26     | 27     | 28     | 29     | 30     |
| 36     | 31     |        |        |        |        |        |        |

| September | September | September | September | September | September | September | September |
| Kw        | Mo        | Di        | Mi        | Do        | Fr        | Sa        | So        |
| --------- | --------- | --------- | --------- | --------- | --------- | --------- | --------- |
| 36        |           | 1         | 2         | 3         | 4         | 5         | 6         |
| 37        | 7         | 8         | 9         | 10        | 11        | 12        | 13        |
| 38        | 14        | 15        | 16        | 17        | 18        | 19        | 20        |
| 39        | 21        | 22        | 23        | 24        | 25        | 26        | 27        |
| 40        | 28        | 29        | 30        |           |           |           |           |

| Oktober | Oktober | Oktober | Oktober | Oktober | Oktober | Oktober | Oktober |
| Kw      | Mo      | Di      | Mi      | Do      | Fr      | Sa      | So      |
| ------- | ------- | ------- | ------- | ------- | ------- | ------- | ------- |
| 40      |         |         |         | 1       | 2       | 3       | 4       |
| 41      | 5       | 6       | 7       | 8       | 9       | 10      | 11      |
| 42      | 12      | 13      | 14      | 15      | 16      | 17      | 18      |
| 43      | 19      | 20      | 21      | 22      | 23      | 24      | 25      |
| 44      | 26      | 27      | 28      | 29      | 30      | 31      |         |

| November | November | November | November | November | November | November | November |
| Kw       | Mo       | Di       | Mi       | Do       | Fr       | Sa       | So       |
| -------- | -------- | -------- | -------- | -------- | -------- | -------- | -------- |
| 44       |          |          |          |          |          |          | 1        |
| 45       | 2        | 3        | 4        | 5        | 6        | 7        | 8        |
| 46       | 9        | 10       | 11       | 12       | 13       | 14       | 15       |
| 47       | 16       | 17       | 18       | 19       | 20       | 21       | 22       |
| 48       | 23       | 24       | 25       | 26       | 27       | 28       | 29       |
| 49       | 30       |          |          |          |          |          |          |

| Dezember | Dezember | Dezember | Dezember | Dezember | Dezember | Dezember | Dezember |
| Kw       | Mo       | Di       | Mi       | Do       | Fr       | Sa       | So       |
| -------- | -------- | -------- | -------- | -------- | -------- | -------- | -------- |
| 49       |          | 1        | 2        | 3        | 4        | 5        | 6        |
| 50       | 7        | 8        | 9        | 10       | 11       | 12       | 13       |
| 51       | 14       | 15       | 16       | 17       | 18       | 19       | 20       |
| 52       | 21       | 22       | 23       | 24       | 25       | 26       | 27       |
| 53       | 28       | 29       | 30       | 31       |          |          |          |

| Januar | Januar | Januar | Januar | Januar | Januar | Januar | Januar |
| Kw     | Mo     | Di     | Mi     | Do     | Fr     | Sa     | So     |
| ------ | ------ | ------ | ------ | ------ | ------ | ------ | ------ |
| 1      |        |        | 1      | 2      | 3      | 4      | 5      |
| 2      | 6      | 7      | 8      | 9      | 10     | 11     | 12     |
| 3      | 13     | 14     | 15     | 16     | 17     | 18     | 19     |
| 4      | 20     | 21     | 22     | 23     | 24     | 25     | 26     |
| 5      | 27     | 28     | 29     | 30     | 31     |        |        |

| Februar | Februar | Februar | Februar | Februar | Februar | Februar | Februar |
| Kw      | Mo      | Di      | Mi      | Do      | Fr      | Sa      | So      |
| ------- | ------- | ------- | ------- | ------- | ------- | ------- | ------- |
| 5       |         |         |         |         |         | 1       | 2       |
| 6       | 3       | 4       | 5       | 6       | 7       | 8       | 9       |
| 7       | 10      | 11      | 12      | 13      | 14      | 15      | 16      |
| 8       | 17      | 18      | 19      | 20      | 21      | 22      | 23      |
| 9       | 24      | 25      | 26      | 27      | 28      | 29      |         |

| März | März | März | März | März | März | März | März |
| Kw   | Mo   | Di   | Mi   | Do   | Fr   | Sa   | So   |
| ---- | ---- | ---- | ---- | ---- | ---- | ---- | ---- |
| 9    |      |      |      |      |      |      | 1    |
| 10   | 2    | 3    | 4    | 5    | 6    | 7    | 8    |
| 11   | 9    | 10   | 11   | 12   | 13   | 14   | 15   |
| 12   | 16   | 17   | 18   | 19   | 20   | 21   | 22   |
| 13   | 23   | 24   | 25   | 26   | 27   | 28   | 29   |
| 14   | 30   | 31   |      |      |      |      |      |

| April | April | April | April | April | April | April | April |
| Kw    | Mo    | Di    | Mi    | Do    | Fr    | Sa    | So    |
| ----- | ----- | ----- | ----- | ----- | ----- | ----- | ----- |
| 14    |       |       | 1     | 2     | 3     | 4     | 5     |
| 15    | 6     | 7     | 8     | 9     | 10    | 11    | 12    |
| 16    | 13    | 14    | 15    | 16    | 17    | 18    | 19    |
| 17    | 20    | 21    | 22    | 23    | 24    | 25    | 26    |
| 18    | 27    | 28    | 29    | 30    |       |       |       |

| Mai | Mai | Mai | Mai | Mai | Mai | Mai | Mai |
| Kw  | Mo  | Di  | Mi  | Do  | Fr  | Sa  | So  |
| --- | --- | --- | --- | --- | --- | --- | --- |
| 18  |     |     |     |     | 1   | 2   | 3   |
| 19  | 4   | 5   | 6   | 7   | 8   | 9   | 10  |
| 20  | 11  | 12  | 13  | 14  | 15  | 16  | 17  |
| 21  | 18  | 19  | 20  | 21  | 22  | 23  | 24  |
| 22  | 25  | 26  | 27  | 28  | 29  | 30  | 31  |

| Juni | Juni | Juni | Juni | Juni | Juni | Juni | Juni |
| Kw   | Mo   | Di   | Mi   | Do   | Fr   | Sa   | So   |
| ---- | ---- | ---- | ---- | ---- | ---- | ---- | ---- |
| 23   | 1    | 2    | 3    | 4    | 5    | 6    | 7    |
| 24   | 8    | 9    | 10   | 11   | 12   | 13   | 14   |
| 25   | 15   | 16   | 17   | 18   | 19   | 20   | 21   |
| 26   | 22   | 23   | 24   | 25   | 26   | 27   | 28   |
| 27   | 29   | 30   |      |      |      |      |      |

| Juli | Juli | Juli | Juli | Juli | Juli | Juli | Juli |
| Kw   | Mo   | Di   | Mi   | Do   | Fr   | Sa   | So   |
| ---- | ---- | ---- | ---- | ---- | ---- | ---- | ---- |
| 27   |      |      | 1    | 2    | 3    | 4    | 5    |
| 28   | 6    | 7    | 8    | 9    | 10   | 11   | 12   |
| 29   | 13   | 14   | 15   | 16   | 17   | 18   | 19   |
| 30   | 20   | 21   | 22   | 23   | 24   | 25   | 26   |
| 31   | 27   | 28   | 29   | 30   | 31   |      |      |

| August | August | August | August | August | August | August | August |
| Kw     | Mo     | Di     | Mi     | Do     | Fr     | Sa     | So     |
| ------ | ------ | ------ | ------ | ------ | ------ | ------ | ------ |
| 31     |        |        |        |        |        | 1      | 2      |
| 32     | 3      | 4      | 5      | 6      | 7      | 8      | 9      |
| 33     | 10     | 11     | 12     | 13     | 14     | 15     | 16     |
| 34     | 17     | 18     | 19     | 20     | 21     | 22     | 23     |
| 35     | 24     | 25     | 26     | 27     | 28     | 29     | 30     |
| 36     | 31     |        |        |        |        |        |        |

| September | September | September | September | September | September | September | September |
| Kw        | Mo        | Di        | Mi        | Do        | Fr        | Sa        | So        |
| --------- | --------- | --------- | --------- | --------- | --------- | --------- | --------- |
| 36        |           | 1         | 2         | 3         | 4         | 5         | 6         |
| 37        | 7         | 8         | 9         | 10        | 11        | 12        | 13        |
| 38        | 14        | 15        | 16        | 17        | 18        | 19        | 20        |
| 39        | 21        | 22        | 23        | 24        | 25        | 26        | 27        |
| 40        | 28        | 29        | 30        |           |           |           |           |

| Oktober | Oktober | Oktober | Oktober | Oktober | Oktober | Oktober | Oktober |
| Kw      | Mo      | Di      | Mi      | Do      | Fr      | Sa      | So      |
| ------- | ------- | ------- | ------- | ------- | ------- | ------- | ------- |
| 40      |         |         |         | 1       | 2       | 3       | 4       |
| 41      | 5       | 6       | 7       | 8       | 9       | 10      | 11      |
| 42      | 12      | 13      | 14      | 15      | 16      | 17      | 18      |
| 43      | 19      | 20      | 21      | 22      | 23      | 24      | 25      |
| 44      | 26      | 27      | 28      | 29      | 30      | 31      |         |

| November | November | November | November | November | November | November | November |
| Kw       | Mo       | Di       | Mi       | Do       | Fr       | Sa       | So       |
| -------- | -------- | -------- | -------- | -------- | -------- | -------- | -------- |
| 44       |          |          |          |          |          |          | 1        |
| 45       | 2        | 3        | 4        | 5        | 6        | 7        | 8        |
| 46       | 9        | 10       | 11       | 12       | 13       | 14       | 15       |
| 47       | 16       | 17       | 18       | 19       | 20       | 21       | 22       |
| 48       | 23       | 24       | 25       | 26       | 27       | 28       | 29       |
| 49       | 30       |          |          |          |          |          |          |

| Dezember | Dezember | Dezember | Dezember | Dezember | Dezember | Dezember | Dezember |
| Kw       | Mo       | Di       | Mi       | Do       | Fr       | Sa       | So       |
| -------- | -------- | -------- | -------- | -------- | -------- | -------- | -------- |
| 49       |          | 1        | 2        | 3        | 4        | 5        | 6        |
| 50       | 7        | 8        | 9        | 10       | 11       | 12       | 13       |
| 51       | 14       | 15       | 16       | 17       | 18       | 19       | 20       |
| 52       | 21       | 22       | 23       | 24       | 25       | 26       | 27       |
| 53       | 28       | 29       | 30       | 31       |          |          |          |

## Ereignisse

### Politik und Weltgeschehen

#### Schweizer Habsburgerkriege
- 21./22. Februar: Während der Schweizer Habsburgerkriege öffnen die Einwohner der 1386 von den Eidgenossen besetzten Stadt Weesen der Überlieferung zufolge den Truppen des österreichischen Herzogs Albrecht III. von Habsburg heimlich die Stadttore. Es folgt die „Mordnacht von Weesen“, in der ein großer Teil der eidgenössischen Besatzung getötet wird.

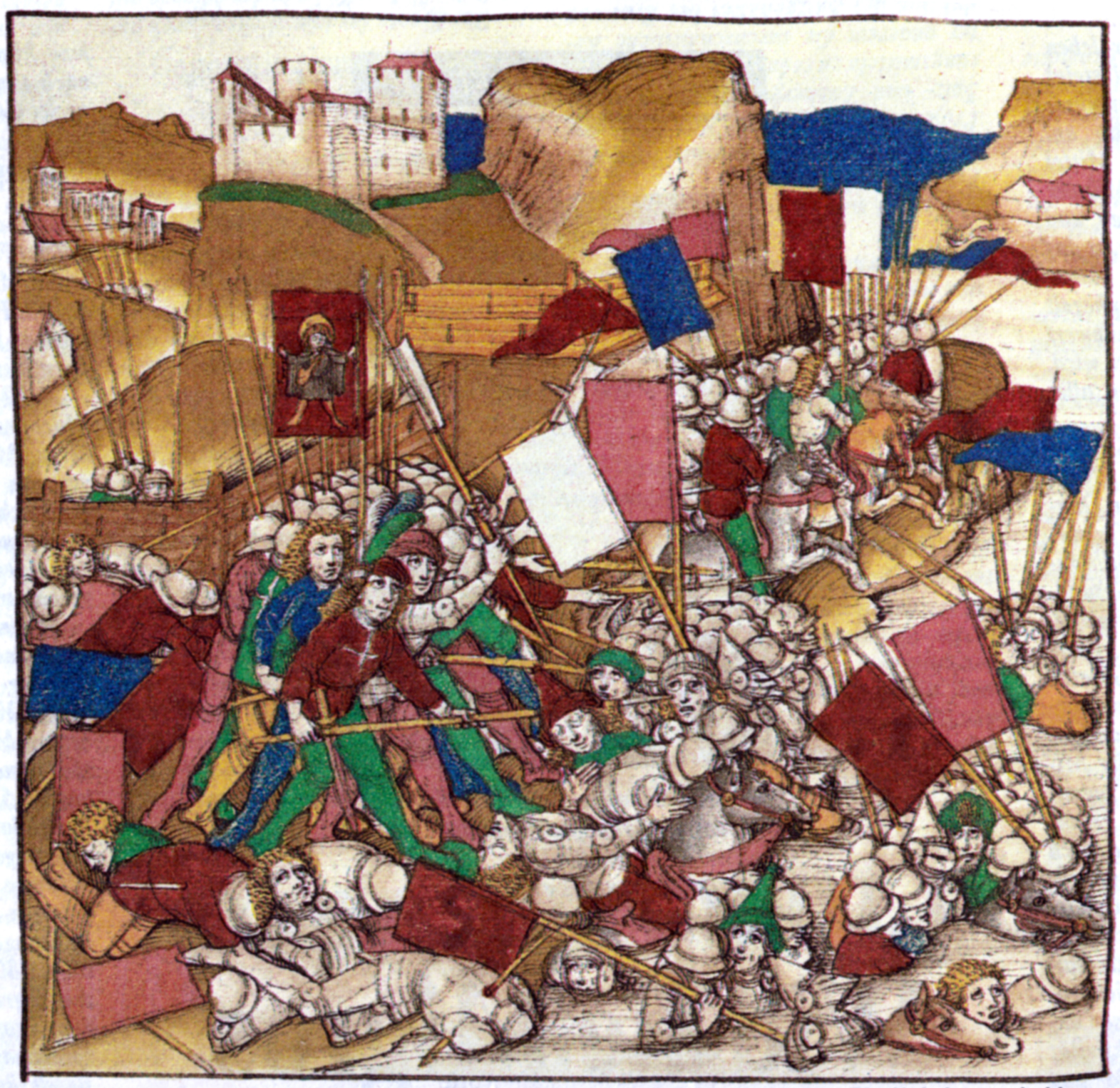
Darstellung der Schlacht in der Spiezer Chronik von 1484/85

- 9. April: Die Bewohner von Glarus verteidigen sich in der Schlacht bei Näfels, der letzten Schlacht des Sempacherkrieges, mit Unterstützung von Schwyz und Uri erfolgreich gegen einen Angriff der Habsburger. Glarus steigt damit zu einem gleichberechtigten Mitglied der Acht Alten Orte der Eidgenossenschaft auf. Glarner und Eidgenossen zerstören danach als Racheakt die habsburgische Stadt Weesen.

#### Weitere Ereignisse im Heiligen Römischen Reich

##### Große Dortmunder Fehde
- 21. Februar: Die Große Dortmunder Fehde beginnt mit Übersendung des Fehdebriefs durch den Kölner Kurfürsten Friedrich III. von Saarwerden an den Dortmunder Rat, dem am nächsten Tag ein weiterer Brief durch Engelbert III. von der Mark folgt. Neben dem Erzbischof von Köln und dem Grafen von der Mark sagen mehr als 40 weitere Territorialherren der Reichsstadt Dortmund die Fehde an, unter ihnen die Erzbischöfe und Kurfürsten von Mainz und Trier, die Bischöfe von Augsburg, Bamberg, Münster, Paderborn und Osnabrück, die Pfalzgrafen bei Rhein sowie die Herzöge und Grafen von Jülich-Berg-Ravensberg, Württemberg, Moers, Sponheim, Braunschweig-Lüneburg, Tecklenburg, Rietberg und Holstein-Pinneberg. Hinzu kommen einige kleinere westfälische Städte und rund 1.200 Angehörige des landsässigen Niederen Adels. Anlass bietet  die strittige Hinrichtung der Agnes von der Vierbecke zehn Jahre zuvor. Die meisten Koalitionäre nehmen allerdings nur pro forma an der Fehde teil. Am 24. Februar kommt es zu ersten Kampfhandlungen, am 17. April beginnt die Beschießung der Stadt durch die erzbischöflichen und märkischen Truppen. Diese können gegen die Stadtmauern allerdings wenig ausrichten und das Gegenfeuer und bis Ende des Jahres mehr als hundert Ausfälle der Dortmunder richten schweren Schaden bei den Angreifern an.

##### Lüneburger Erbfolgekrieg

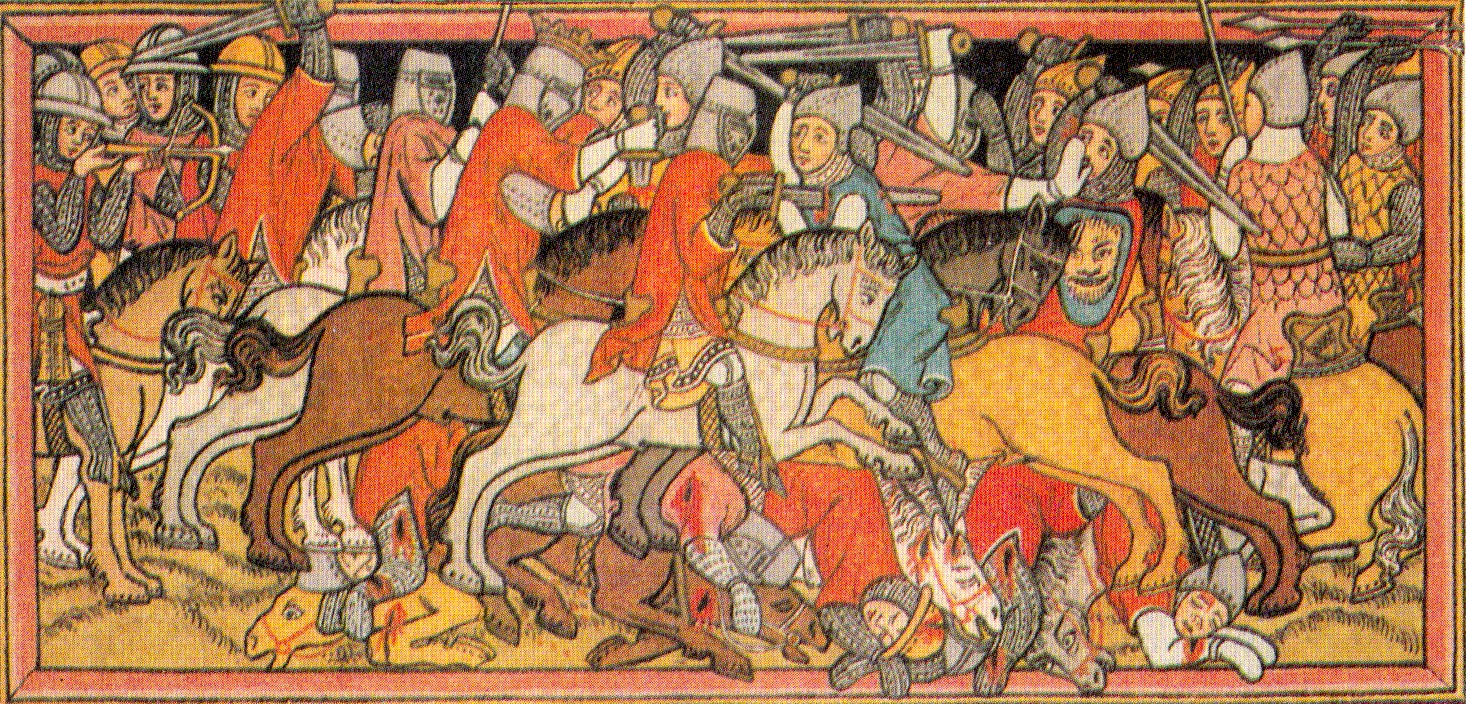
Schlacht auf dem Strietfield in Winsen

- 23. Mai: Der Welfe Heinrich I. von Braunschweig-Wolfenbüttel siegt bei Winsen an der Aller im Lüneburger Erbfolgekrieg gegen die Truppen Wenzels I., der bereits Tage zuvor überraschend an einer Krankheit gestorben ist. Gemeinsam mit seinem Bruder Bernhard I. übernimmt Heinrich die Herrschaft im Fürstentum Lüneburg, während der dritte Bruder Friedrich das Fürstentum Braunschweig erhält.

##### Schwäbischer Städtebund
- 23. August: In der Schlacht bei Döffingen unterliegen die Söldner des Schwäbischen Städtebundes den Truppen von Graf Eberhard II. von Württemberg. Die Niederlage leitet das Ende der reichspolitischen Bedeutung von Städtebünden ein.
- 6. November: Bei Worms erleidet auch der Rheinische Städtebund eine Niederlage gegen Pfalzgraf und Kurfürst Ruprecht von der Pfalz.

#### Skandinavien
- Anfang des Jahres: Die dänische Königin Margarethe I. setzt die Anerkennung des Erbrechts ihres Großneffen Erich von Pommern als König von Norwegen durch. Die dänisch-norwegische Personalunion wird damit in ihrer Person de facto weitergeführt und gefestigt. Im März wird Margarete auch vom schwedischen Reichsrat als Herrscherin Schwedens anerkannt. Eine Vereinigung aller drei Länder ist damit in greifbare Nähe gerückt.

#### Britische Inseln
- 5. August: In der Schlacht von Otterburn, Teil der Anglo-Schottischen Grenzkriege, besiegt ein einfallendes schottisches Heer unter James Douglas, 2. Earl of Douglas das der Engländer unter Henry Percy.

#### Iberische Halbinsel/Sardinien
- 17. September: Der achtjährige kastilische Thronfolger Heinrich heiratet die 15-jährige Katharina von Lancaster, die Tochter von John of Gaunt, 1. Duke of Lancaster und Konstanze von Kastilien, der ältesten Tochter von Peter I. Diese auf Basis des Vertrags von Bayonne vom 8. Juli geschlossene Ehe beendet den jahrzehntelangen Konflikt zwischen den beiden Dynastien. Anlässlich der Hochzeit schafft Heinrichs Vater Johann I. für seinen Sohn den Titel Fürst von Asturien. Katharina erhält die Städte Soria, Almazán, Atienza, Deza und Molina als Mitgift.
- Eleonora di Arborea, Herrscherin des Judikats Arborea schließt Frieden mit der Krone Aragonien unter dem neuen König Johann I., womit sie die Herrschaft über das gesamte Königreich Sardinien gewinnt.

#### Südosteuropa
- 2. Mai: Die Besatzung der Akropolis von Athen ergibt sich nach dreijähriger Belagerung. Damit geht das bislang katalanische Herzogtum Athen zur Gänze an den Florentiner Nerio I. Acciaiuoli.
- 27. August: Der Sieg bosnischer Truppen in der Schlacht bei Bileća gewährt den Einheimischen eine Verschnaufpause im Kampf mit dem expandierenden Osmanischen Reich.

#### Asien
- Die Stadt Isfahan wird vom türkisch-mongolischen Eroberer Timur zerstört.
- 20 Jahre nach dem Sturz der mongolischen Yuan-Dynastie in China zerstören chinesische Truppen der Ming-Dynastie die mongolische Stadt Karakorum.

### Wissenschaft und Technik

Siegel der Universität zu Köln

- 21. Mai: Die Universitas Studii Coloniensis in Köln wird als vierte Universität im Heiligen Römischen Reich mit einer in Perugia unterzeichneten Urkunde Papst Urbans VI. gegründet. Gründungsrektor ist Hartlevus de Marca. Die Initiative zur Gründung ist nicht wie sonst üblich vom Kaiser oder einem Fürsten ausgegangen, sondern vom Rat der Freien Reichsstadt Köln, die auch die Kosten übernimmt.

### Kultur und Gesellschaft
- 24. Juni: In Brilon findet der erste Schnadegang statt.
- Giovannino de’ Grassi nimmt die Arbeit am Stundenbuch des Giangaleazzo Visconti auf.

### Religion
- Das neu errichtete Mosteiro da Batalha in Portugal wird an den Dominikanerorden übergeben.

## Geboren

### Geburtsdatum gesichert
- 22. Februar: Peter von Schaumberg, Bischof von Augsburg († 1469)
- 6. März: Otto III. von Hachberg, Bischof von Konstanz († 1451)
- 10. August: Thomas Ebendorfer, österreichischer Theologe, Universitätsprofessor und Geschichtsschreiber († 1464)
- 23. August: Eberhard IV., Graf von Württemberg († 1419)
- 7. September: Giovanni Maria Visconti, Herzog von Mailand († 1412)
- 13. September: Jean Juvénal des Ursins, französischer Historiker, Diplomat und Bischof († 1473)
- 14. September: Claudius Clavus, dänischer Kartograph
- 29. September: Thomas of Lancaster, Prinz des englischen Königshauses († 1421)

### Genaues Geburtsdatum unbekannt
- Dai Jin, chinesischer Maler der Ming-Dynastie († 1462)
- Baudouin de Lannoy, Botschafter von Philipp dem Guten von Frankreich bei Heinrich V. von England († 1474)
- Magdalena von Bayern, Gräfin von Görz († 1410)
- Thomas Montagu, englischer Feldherr im Hundertjährigen Krieg (†  1428)
- Hans Wilhelm von Mülinen, Schweizer Adliger in Tirol († 1449)
- Mose Rieti, hebräischer Dichter, Arzt und Rabbiner († nach 1460)

### Geboren um 1388
- John Clifford, englischer Adeliger († 1422)
- Juan de Torquemada, spanischer Theologe († 1468)

## Gestorben

### Todesdatum gesichert
- 3. Februar: Henry Ferrers, englischer Adeliger (* 1356)

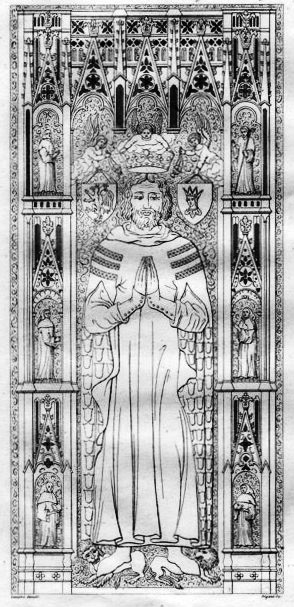
Grabplatte Herzog Władysławs des Weißen

- 29. Februar: Władysław, Herzog von Kujawien und Prätendent auf die Krone des Königreichs Polen (* 1327/1330)

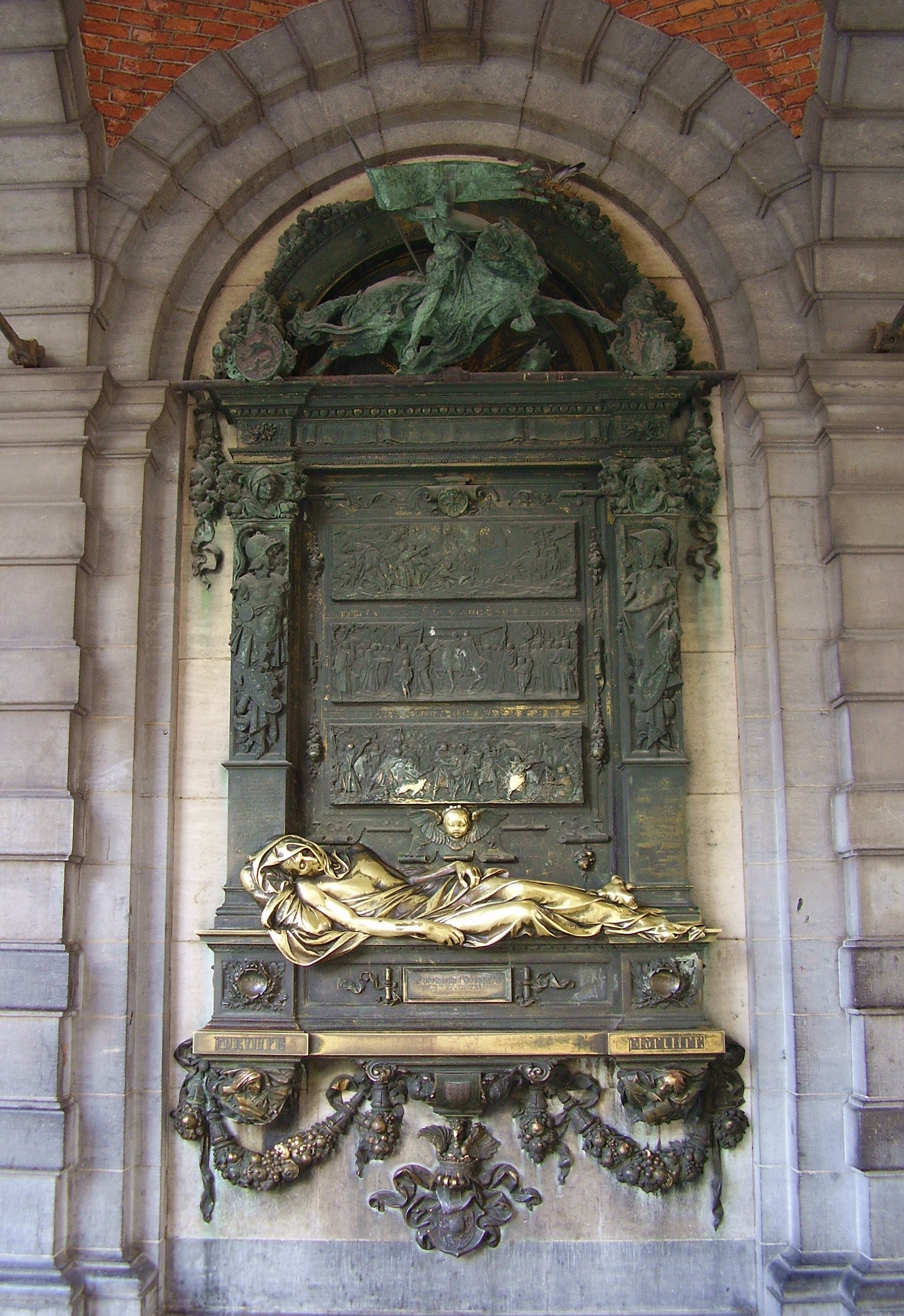
Denkmal zu Ehren Everards, Brüssel

- 31. März: Everard ’t Serclaes, Herzog von Cruyckembourg (Ternat) (* um 1320)
- 10. Mai: Gidō Shūshin, japanischer buddhistischer Mönch und Dichter (* 1325)
- 15. Mai: Wenzel I., Herzog von Sachsen-Wittenberg (* um 1337)
- 21. Mai: Kuno II. von Falkenstein, Erzbischof und Kurfürst von Trier (* um 1320)
- 30. Juni: Johannes II., Bischof von Chur
- 16. Juli: Nijō Yoshimoto, japanischer Dichter, Gelehrter und Hofbeamter (* 1320)
- 14. August: James Douglas, schottischer Adeliger (* um 1358)
- 15. August: Adalbertus Ranconis de Ericinio, böhmischer Theologe und Philosoph (* um 1320)
- 23. August: Ulrich von Württemberg, württembergischer Adelger
- 8. Oktober: Adhémar Fabri, Bischof von Saint-Paul-Trois-Châteaux und Bischof von Genf
- 17. Oktober: John Neville, 3. Baron Neville de Raby, englischer Peer und Militär (* 1337/40)
- 8. November: Pierre Aycelin de Montaigut, Bischof von Laon (* zw. 1320 und 1325)
- 26. November: Étienne de La Grange, französischer Adeliger
- 3. Dezember: Peter Stromer, Rats- und Handelsherr, Schöpfer der Nürnberger Nadelwald-Saaten (* um 1315)
- 11. Dezember: Johann von Zesterfleth, Bischof von Verden (* um 1314)

### Genaues Todesdatum unbekannt
- Januar: Karl Thopia, albanischer Fürst (* um 1335/1340)
- 28. Juli oder 4. August: Reynold Grey, englischer Adeliger (* 1318/1319)
- November: Uskhal Khan, Großkhan der Mongolen (* 1342)
- Ende Dezember: Albrecht IV., Herzog zu Mecklenburg
- Abu Hammu II. Musa, Sultan der Abdalwadiden in Algerien
- Abū Ishāq asch-Schātibī, malikitischer Usūl-Gelehrter aus al-Andalus
- Segebodo Crispin, Ratsherr der Hansestadt Lübeck

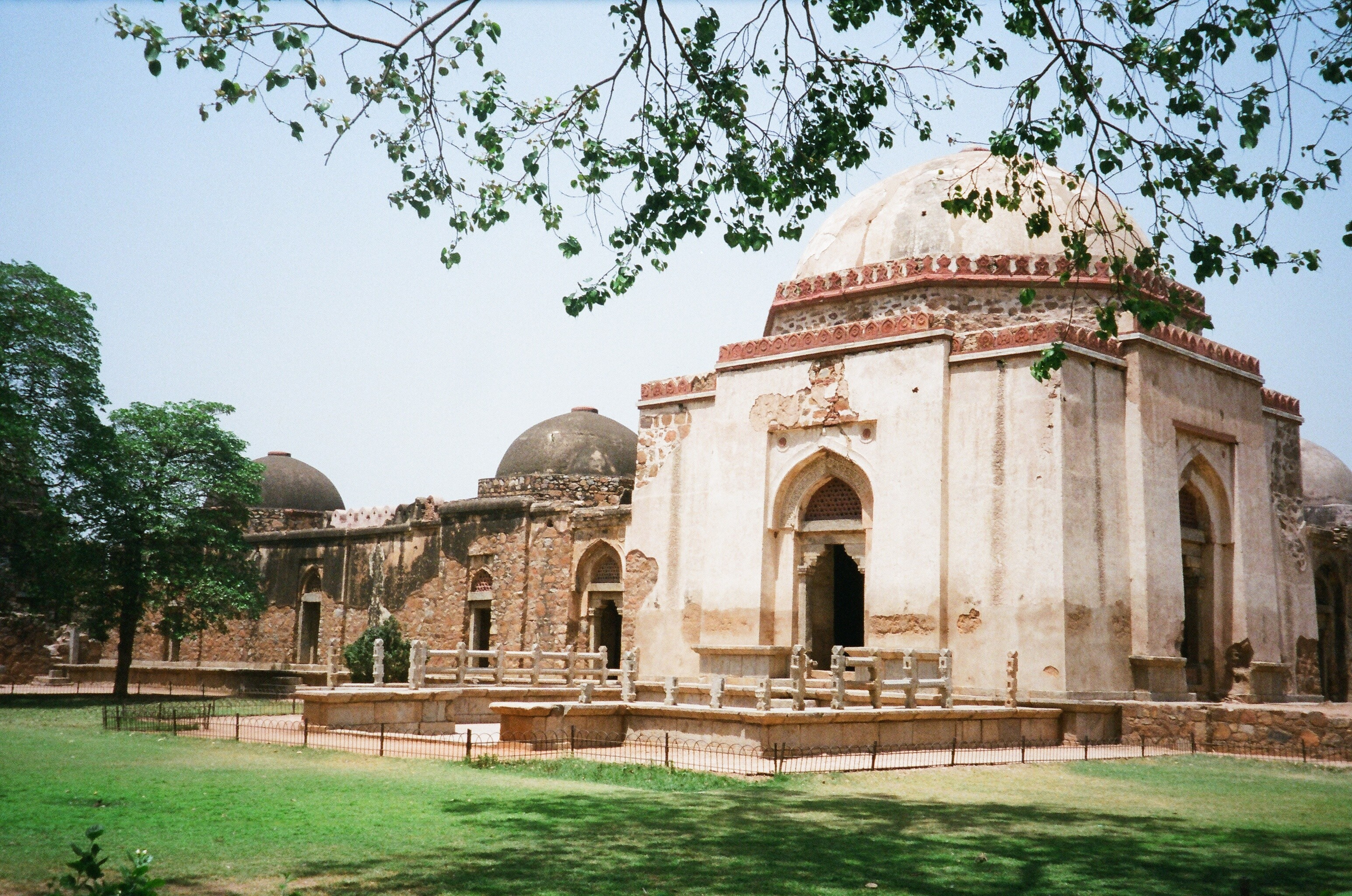
Firuz Shah Tughluqs Mausoleum in Delhi

- Firuz Schah Tughluq, Sultan von Delhi (* 1309)
- Salvestro de’ Medici, Gonfaloniere von Florenz (* 1331)
- Otto VI., Graf von Tecklenburg und Herr von Rheda
- Henning Podebusk, Drost von Dänemark
- Antonio Pucci, Florentiner Glockengießer und Dichter (* um 1310)
- Johann Schepenstede, Ratsherr der Hansestadt Lübeck
- Thong Lan, König des siamesischen Reiches von Ayutthaya (* 1371)